# Рагозино (Псковская область)
Рагозино — деревня в Бережанской волости Островского района Псковской области.
Расположена на побережье реки Великая, в 11 км к западу от центра города Остров.
Численность населения деревни по состоянию на 2000 год составляла 13 жителей.